# Red Hot Chili Peppers
A Red Hot Chili Peppers (rövidítve RHCP) amerikai rockzenekar, amit 1982-ben alapítottak Los Angelesben. A zenekar funkkal vegyített rockzenét játszik, amiben más műfajok (mint például a punk és a pszichedelikus rock) stíluselemei is megtalálhatóak. Élőben sok aspektusát viselik a jamzenekaroknak improvizatív előadásmódjuknak köszönhetően. A zenekar jelenlegi tagjai a következők: a két alapító tag Anthony Kiedis (ének) és Michael "Flea" Balzary (basszusgitár), Chad Smith, aki 1988-tól dobolt a zenekarban, és John Frusciante, aki 2019 végén újra csatlakozott az együtteshez. A Red Hot Chili Peppers eddig 7 Grammy-díjat nyert, és több mint 80 millió lemezt adott el világszerte, ezáltal minden idők egyik legsikeresebb zenei formációja. A Red Hot Chili Peppers 30. lett a VH1 csatorna A 100 Legjobb Hard Rock Előadó listáján. A zenekar tagjai a 72. helyre jutottak a VH1 A 100 Legszexibb Előadó listáján, és 128. helyre Az Elmúlt 25 Év Legjobb Könnyűzenei Együttesei listán. 2012-ben bekerültek a Rock and Roll Hall of Fame legendái közé. A zenekar eredeti tagjai Kiedis és Flea mellett Hillel Slovak gitáros és Jack Irons dobos voltak.
Slovak és Irons nem játszottak a zenekar debütáló albumán, az 1984-es The Red Hot Chili Peppersen, mivel akkor más zenekarhoz kötelezték el magukat. Cliff Martinez dobolt az első két lemezen (majd Irons a harmadikon), és Jack Sherman gitározott az elsőn. Slovak a zenekar második, 1985-ös Freaky Styley és harmadik, 1987-es The Uplift Mofo Party Plan lemezén gitározott; 1988-ban meghalt herointúladagolásban. Halála következtében Irons elhagyta az együttest. A Parliament-Funkadelic gitárosa, DeWayne McKnight töltötte be Slovak helyét rövid ideig, majd még szintén 1988-ban John Frusciante lett az állandó gitárosuk. A Dead Kennedys egykori dobosa, D.H. Peligro vette át Irons helyét egy ideig, majd még ugyanabban az évben leváltotta Chad Smith. A Flea–Kiedis–Frusciante–Smith-felállás volt a leghosszabb idejű, öt lemezt rögzítettek közösen, kezdve az 1989-es Mother's Milkkel. 1990-ben a zenekar otthagyta az EMI kiadót, és szerződést kötött a Warner Bros. Recordsszal, és a Rick Rubin producer által felügyelt 1991-es Blood Sugar Sex Magik lemezük az első áttörő sikerükké vált. Frusciante nem bírta a hirtelen jött sikert, és 1992-ben távozott a zenekarból az album turnéja közben.
Miután Arik Marshall-lal befejezték a turnét, Jesse Tobias lett a gitárosuk pár hétig, majd őt váltotta Dave Navarro, a Jane’s Addiction egykori gitárosa. Vele rögzítették az 1995-ös One Hot Minute lemezt. Bár az eladások tekintetében jól szerepelt, a Blood Sugar Sex Magik sikerét nem tudta megismételni. Navarrót 1998-ban kirúgták a zenekarból. Frusciante, drogrehabilitációjáról visszatérve Flea kérésére ugyanebben az évben visszatért a Red Hot Chili Peppersbe. Az újraegyesült négyes stúdióba vonult, és 1999-ben kiadták Californication című lemezüket, ami 15 millió eladással az együttes legnagyobb sikerévé vált. Ezt követte 3 évvel később, 2002-ben a By the Way, majd 4 évvel később, 2006-ban a Stadium Arcadium című dupla lemezük, ami az első listavezető albumuk lett Amerikában. A világ körüli turné után a zenekar hiátusra vonult, Frusciante pedig távozott a zenekarból, hogy szólókarrierjére koncentrálhasson. Helyét Josh Klinghoffer vette át 2009-ben, aki turnézenészként már dolgozott az együttessel a Stadium Arcadium turnéján, és Frusciante szólóprojektjeiben is közreműködött. Klinghofferrel rögzítették az együttes 10. stúdiólemezét, az I'm with You-t, ami 2011-ben jelent meg, és 18 országban listavezető helyen debütált. 2019 végén a csapat megvált Klinghoffertől és helyére újra visszatért a csapatba Frusciante.

## Történet

### A kezdetek (1982–1984)
A Red Hot Chili Pepperst Anthony Kiedis énekes, Hillel Slovak gitáros, Flea basszusgitáros és Jack Irons dobos alapították amikor a Los Angeles-i Fairfax High Schoolba jártak. Eredetileg Tony Flow and the Majestic Masters of Mayhem volt a nevük, és első fellépésüket a Rhythm Lounge-ban tartották körülbelül 30 ember előtt a Gary and Neighbor's Voices előzenekaraként. Egy saját dalt is előadtak, bár ez még csak annyiból állt, hogy az együttes Kiedis "Out in L.A." című versére improvizált. Mivel Slovak és Irons a What Is This? zenekarban is zenélt, úgy tűnt, hogy csak ez az egy fellépésük lesz, azonban annyira lendületes volt közös előadásuk, hogy megkérték őket, hogy a következő héten is lépjenek fel. A váratlan siker hatására a zenekar felvette a The Red Hot Chili Peppers nevet, és számos alkalommal felléptek Los Angeles-i klubokban. A kezdeti fellépések anyagából 6 dalt rögzítettek az együttes első demójára.

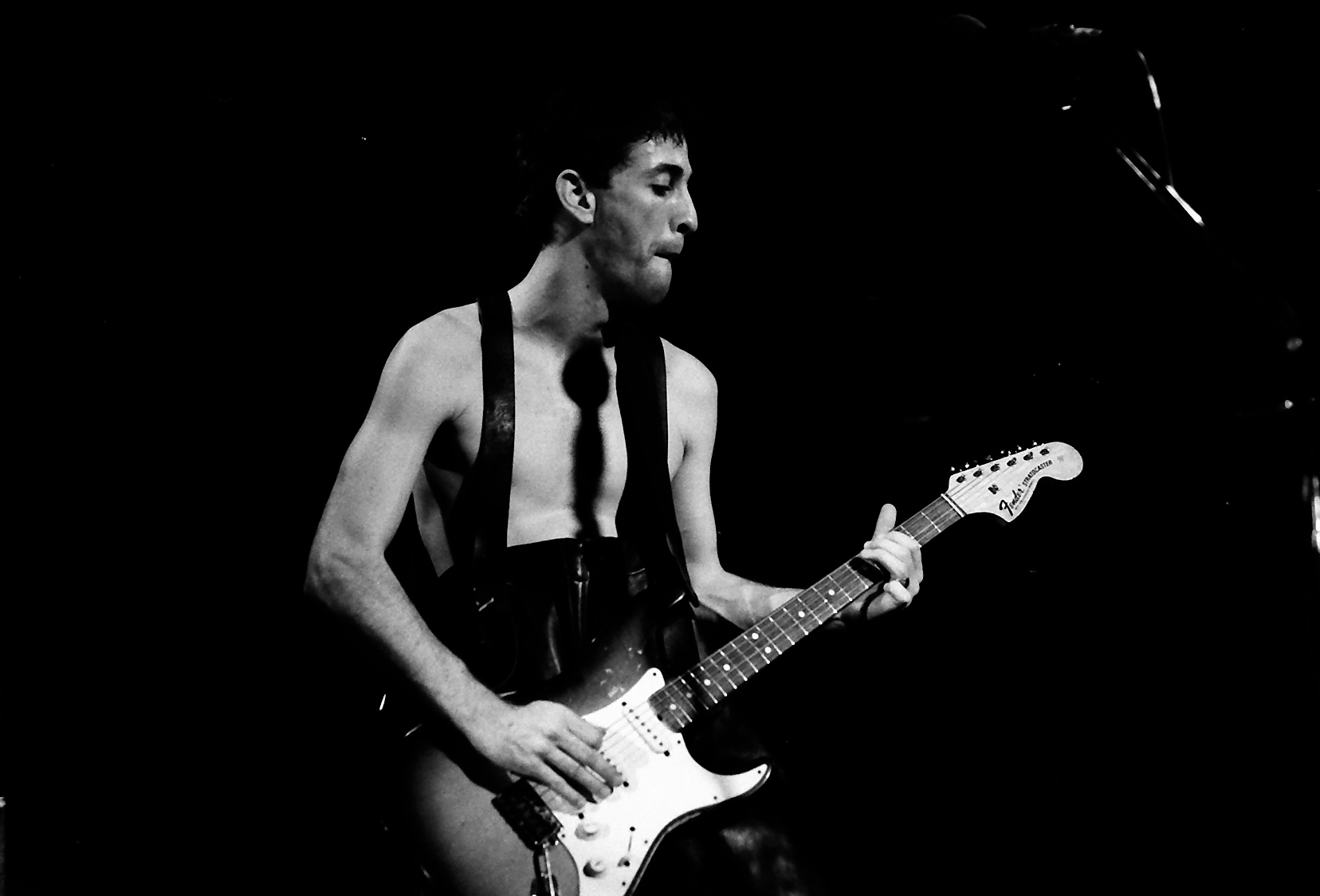
Az alapító gitáros, Hillel Slovak fellépése Philadelphiában, Pennsylvania államban 1983-ban.

Az első fellépések után pár hónappal az EMI kiadó felfedezte őket, és 1984 elején aláírtak egy szerződést. Két héttel korábban a What Is This? is aláírt egy szerződést az MCA kiadóval. Slovak és Irons még mindig mellékzenekarként tekintettek a The Red Hot Chili Peppersre, ezért kiléptek, hogy a What Is This?-re koncentrálhassanak. A zenekar azonban nem oszlott fel, Kiedis és Flea új tagok után nézett. Cliff Martinez, Flea barátja, a The Weirdos punkzenekar egykori tagja rövidesen csatlakozott hozzájuk. Az együttes meghallgatásokat tartott a gitáros posztjára, és a Weirdos együttes gitárosa, Dix Denney is játszott velük rövid ideig, de néhány próba után kiderült, hogy nem felel meg az elvárásoknak. Végül két gitáros jött még szóba; Mark Nine, akit Kiedis egy "menő avantgárd művészeti iskolás lázadó"-nak jellemzett, és Jack Sherman, egy hátrafésült hajú stréber kinézetű srác, akiről fogalma sem volt Kiedisnek, hogy ki lehet, vagy honnan jött. Sherman egyből ráhangolódott Flea és Martinez játékára, így őt vették fel Slovak helyére.
A Gang of Four gitárosa, Andy Gill volt az első album producere. Gill, aki "nem érzett rá a zenekar zenei ízlésére és ideológiájára", folyton vitatkozott a felvétel hangzását illetőleg a zenekarral. Kiedis szerint "Andy célja az volt, hogy mindenáron legyen egy sláger a lemezen, de hiba volt erre törekedni" Kiedis és Flea egyet nem értése ellenére Gill rávette a zenekart, hogy az album hangzása tisztább, rádióbarátabb legyen. A névadó debütáló albumuk, a The Red Hot Chili Peppers 1984. augusztus 10-én jelent meg. Bár az album nem került fel az eladási listákra, a Campus Radio és az MTV segített rajongói bázisuk kiépítésében, és végül 300000 darab elkelt a lemezből. A zenekar azonban csalódott volt a felvétel hangzását illetően, úgy érezték, hogy az túlzottan letisztultra sikerült, mintha "végigment volna egy sterilizált tökéletességre törekvő gépen". A lemezen Gwen Dickey vokálozott, a 70-es években sikeres Rose Royce zenekar énekese. A lemezt követő turnén jelentkező zenei és életmódbeli feszültség Kiedis és Sherman között megnehezítette az átmenetet a zenekar mindennapjai és a koncertek között. Shermant hamarosan kirúgták az együttesből, Slovak pedig visszatért a zenekarba, mivel belefáradt a What Is This?-be.

### Út a siker felé és Slovak halála (1985–1988)
A következő, Freaky Styley című 1985-ös album producere George Clinton volt. Clinton a punk és funk számos elemeit beépítette a zenekar repertoárjába, lehetőséget teremtve ezzel a zenéjüknek, hogy egybeolvasszon egymástól távol álló stílusokat. A zenekar tagjai gyakran álltak heroin hatása alatt a lemez felvételének idejében, ami a dalszövegeket és zenéjüket egyaránt befolyásolta. Az együttesnek jobb kapcsolata volt Clintonnal, mint Gill-lel, de az 1985 augusztus 16-án megjelent Freaky Styley sem ért el nagy sikereket, és listákon sem szerepelt. A lemezt követő turnét is terméktelennek jellemezte az együttes. A siker hiányának ellenére a zenekar elégedett volt a Freaky Styley-val; Kiedis szerint az album "annyira felülmúlta előzetes elképzeléseinket, hogy úgy gondoltuk, úton vagyunk a naggyá válás felé". A zenekar szerepelt az 1986-os Gördeszkás Love Story című filmben (rendezte David Winters, a főszerepet játszotta Josh Brolin), amiben a "Blackeyed Blonde" című dalt játszották a Freaky Styley albumról. A zenekar a Kemény fickók című filmben is feltűnt, amiben Burt Lancaster és Kirk Douglas játszotta a főszerepeket; ebben a "Set It Straight" című dalt játszották egy Los Angeles-i night-clubban.
1986 tavaszán a zenekar elkezdett dolgozni a harmadik lemezen. Az EMI 5000 dolláros keretet adott a demó rögzítésére, aminek Keith Levene volt a producere, mivel a zenekar tagjaihoz hasonlóan ő is érdekelt volt a drogokban. Levene és Slovak úgy döntött, hogy 2000 dollárt félretesznek a pénzből, hogy heroinra és kokainra költsék, ám ez feszültséget keltett a zenekar tagjai között. Mivel Martinez "szíve már nem volt a zenekarban", de nem lépett ki, Kiedis és Flea tették ki az együttesből. Miután kirúgták Martinezt, az eredeti dobos, Jack Irons újra csatlakozott a zenekarhoz Kiedis, Flea és Slovak nagy meglepetésére; ezzel 1983 óta először volt együtt a négy alapító tag. A felvétel ideje alatt, és a Freaky Styley-t követő turné során Kiedis és Slovak súlyos heroinfüggőséggel küzdött. A függősége miatt Kiedisben "nem volt meg az addigi hajtás és szenvedély, hogy új dalszövegötletekkel álljon elő" és a próbákon gyakran szó szerint elaludt. Rövid időre kitették a zenekarból a turné után, és adtak neki egy hónapot, hogy rehabilitálja magát.
A zenekar elnyerte az LA Weekly magazintól Az Év Együttese Díjat, ami arra sarkallta Kiedist, hogy maradjon tiszta a zenekészítés folytatásának érdekében. Útmutatásért felhívta az anyukáját Michiganben, aki elküldte egy drogelvonó intézetbe. Miután Kiedis teljesítette az előírt időt az elvonón, "a lelkesedés teljesen új hullámát" érezte józanságának köszönhetően, és hazafelé tartó repülőútján megírta a "Fight Like a Brave" szövegét. Los Angelesben újra csatlakozott a Red Hot Chili Peppershez, hogy rögzítsék a következő albumukat, a The Uplift Mofo Party Plant, ami 1987-ben jelent meg. A zenekar felkérte Rick Rubint, hogy legyen a harmadik albumuk producere, de visszautasította a kérést. Az együttes végül Michael Beinhornt kérte fel, a zenekar utolsó lehetőségét. Kiedis beszélt Beinhornnal az album felvételeiről; Kiedis úgy tervezte, hogy 10 nap alatt rögzítik az albumot, és a stúdióban fogják megírni a dalokat is. A dalok hamar formálódtak, és a lemez rövidesen alakot öltött, hangzása a Freaky Styley funkérzetét ötvözte a keményebb punk hangzással.
A lemezt a Capitol Records épületének alagsorában rögzítették. Az album felvétele nehézkes volt; Kiedis folyton eltűnt, hogy drogok után nézzen. Ötven nap józanság után Kiedis úgy döntött, újra a drogokhoz nyúl, hogy megünnepelje az új zenéjüket. Droghasználata sok problémát okozott a kezdeti felvételek során, de az együttes összességében élvezte az album felvételét. A zenekarra nagy hatással volt az eredeti dobos, Jack Irons visszatérése, aki új elemeket vitt kémiájukba. Slovak segített Kiedisnek az ének felvételében. A szünetekben Slovak körbe akarta futni a stúdiót izgalmában, és azt mondta, hogy "Ez a leggyönyörűbb dolog, amit valaha csináltunk".
1987. szeptember 29-én megjelent a The Uplift Mofo Party Plan, és ez végre felkerült a Billboard 200 listára, bár csak a 148. helyig jutott. Mindenesetre ez egy jelentős siker volt az előző albumokhoz képest. Ebben az időszakban azonban újra kialakult Kiedis és Slovak drogfüggősége, ami miatt gyakran napokig is elhanyagolták az együttest, egymást és társaikat. Slovak függősége 1988. június 25-én, nem sokkal az Uplift turné befejezése után végül a halálát eredményezte. Kiedis elmenekült a városból, és nem ment el Slovak temetésére sem (erre a This Is The Place című dalban utal), mivel ezt a szituációt szürreálisnak és álomszerűnek tartotta. Miután visszatért Los Angelesbe, Kiedis találkozott Flea-vel, Ironsszal és Lindy Goetzcel, a menedzserükkel, hogy kitalálják, mit tegyenek. Irons úgy döntött, hogy elhagyja az együttest, mivel nem akart egy olyan csapat tagja lenni, amiben a barátai haldokolnak. Irons, aki évekig depresszióval küzdött, végül a seattle-i grunge-zenekar, a Pearl Jam tagja lett. Slovak halála és Irons kilépése után Kiedis és Flea megvitatták, hogy érdemes-e folytatniuk a zenélést, és végül a folytatás mellett döntöttek, hogy amit Slovak segítségével felépítettek, ne vesszen kárba.

### Egy új, sikeres felállás (1988–1989)

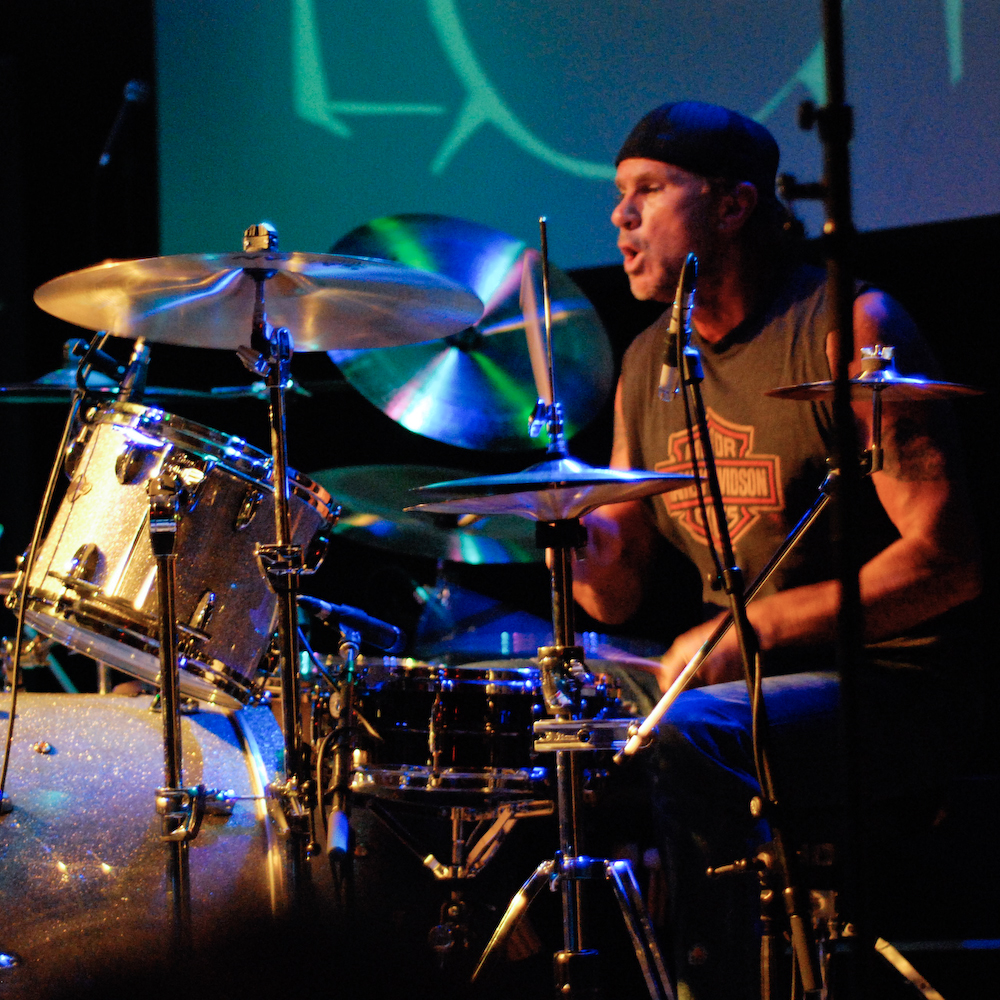
Chad Smith 1988 novemberében hivatalosan is a zenekar dobosa lett, D.H. Peligro-t váltva.

Miután két alapító tagot is elvesztettek, Flea és Kiedis elkezdtek zenészeket keresni a megüresedett posztokra. Irons távozása után Slovak helyére DeWayne "Blackbyrd" McKnightot választották, a Parliament-Funkadelic egykori tagját, aki egyszer rövid időre már betöltötte Slovak helyét, amikor őt átmenetileg kirúgták a zenekarból. D. H. Peligro, a Dead Kennedys punk rock zenekarból kapta meg Irons helyét. Kiedis és Flea már évek óta barátok voltak Peligróval, és volt is viccből egy zenekaruk, aminek Three Little Butt Hairs volt a neve. Ahogy megszületett az együttes új felállása, Kiedis úgy döntött, elvonóra megy, hogy megoldja függőségét. Kiedis Van Nuysban az ASAP drogelvonó intézetre ment. Miután két hetet töltött az elvonón, Kiedis tanácsadója, Bob Timmons rávette őt, hogy látogassa meg Slovak sírját. Kiedisnek nem volt kedve ott lenni, ellenben Timmons arra ösztönözte, hogy beszéljen Slovakhoz. Pár percen belül Kiedis megnyílt, és nem tudta abbahagyni a sírást. Harminc nappal később Kiedis elhagyta az elvonót, és készen állt, hogy folytassa karrierjét az együttessel. Három fellépés után McKnightot kirúgták, mivel nem volt meg köztük a kémia. McKnighttal azonban addig még felvettek egy dalt, a "Blues For Meister"-t, amit Flea énekelt. McKnight annyira elkeseredett amiatt, hogy kirúgták, hogy megfenyegette Kiedist, hogy felgyújtja a házát.
Röviddel McKnight kirúgása után Peligro bemutatta Kiedisnek és Flea-nek a fiatal gitárost, John Frusciantet. Kiedis valójában már egy évvel hamarabb találkozott vele egyik koncertjükön. Frusciantet eredetileg a Thelonious Monster zenekar meghallgatására küldték, de Kiedis állítása szerint egyből tudta, hogy ő lesz az új gitárosuk. Flea szerint Frusciante egy megrögzött Red Hot Chili Peppers-rajongó volt, és "egy nagyon tehetséges és képzett zenész. Ő mindent tud, amit én nem tudok. Én alapjában véve semmit nem tudok a zeneelméletből, míg ő kívülről belülről megtanulta azt. Nagyon fegyelmezett zenész, csak a zene és a cigaretta érdekli." Frusciante 1988. szeptember 17-én lépett fel először a zenekarral. Az új felállás egyből írni kezdett a következő albumra, és egy rövid turnét is tartottak, aminek a Turd Town Tour nevet adták; novemberben Kiedis és Flea azonban úgy érezte, hogy ki kell tenni Peligrót a zenekarból alkohol- és drogproblémái miatt. Csakúgy, mint McKnight, Peligro sem fogadta könnyen a rossz hírt. Flea mondta meg Peligrónak, hogy kirúgták a zenekarból, de annyira megviselte ez a döntés, hogy napokig ágyban maradt ezután. Évekkel később Kiedis azt nyilatkozta, hogy Peligro kirúgása volt az egyik legnehezebb dolog, amit a zenekarnak valaha meg kellett tennie, bár ez segített abban, hogy Peligro leszokjon a drogokról.
Az együttes újra dobos nélkül maradt, úgyhogy meghallgatásokat kellett tartaniuk 1988 novemberében. Denise Zoom, a zenekar egyik barátja Chad Smitht ajánlotta, mivel állítása szerint ő a legjobb dobos, akit valaha látott, "dobot evett reggelire" mondta. A zenekar beleegyezett, hogy meghallgatják Smitht, habár késett a meghallgatásról. Kiedis később a következőket nyilatkozta az első alkalomról, amikor látta őt: "Kémleltem ezt a mafla pasast, ahogy végigsétál az utcán egy igen rossz Guns N’ Roses-szerű frizurával és ruhában, amik nem arról tanúskodtak, hogy van stílusa". Smith egy 190 cm magas dobos volt, aki Flea szerint "tüzet gyújtott a hátsónk alatt". Már az első pillanatban ahogy elkezdtek jammelni, Smith és Flea tökéletesen egymásra érzett. Egyből tudták, hogy megvan az emberük. Smith kemény kötésű zenész volt, akivel úgy gondolták, hogy erős kapcsolatot tudnak kialakítani. Kiedis azt nyilatkozta, hogy a meghallgatás után a zenekar "őrjöngő nevetésben tört ki, és még fél óra múlva sem tudtunk felrázódni". Smith teljesen más volt, mint az eddigi 3 dobos. Kiedis, Flea és Frusciante játékát leginkább punk rock hatások jellemezték, míg Smith ízlése, ami a heavy metal zenéből táplálkozott, és bicajos megjelenése szembement a punk rock nézetekkel. Kiedis értesítette Smitht, hogy beveszik a zenekarba, de csak egy feltétellel. Egyfajta beavatási szertartásként le kell vágnia hosszú haját. Smith ezt visszautasította, azonban Kiedis nem akart a sokkal nagyobb Smithszel ellenkezni, úgyhogy 1988 novemberében bekerült az együttesbe, és decemberben már fel is léptek; három hónappal később pedig a zenekar stúdióba vonult.
A The Uplift Mofo Party Plan felvételével ellentétben, ahol Kiedis folyamatosan eltűnt, hogy drogok után nézzen, az 1989-es Mother's Milk előkészületei simán mentek. A zenekar 1989 márciusában és április elején rögzítette a dalokat a Hully Gully stúdióban Los Angelesben; a dalok nagy része, mint például a "Knock Me Down" jammelés közben íródott, amikbe még nem szólt bele a visszatérő producer, Michael Beinhorn. Bár az eddigi lemezeknél is sok konfliktus és stressz jellemezte a felvételeket, a Mother's Milk rögzítése az előzőeknél is kényelmetlenebb volt, mivel Beinhorn mindenképp szeretett volna egy listavezető dalt létrehozni. Frusciantet és Kiedist frusztrálta a producer hozzáállása. 1989 áprilisában a zenekar egy rövid turnét szervezett, hogy bejárassák az új felállást.
1989. augusztus 16-án jelent meg a Mother's Milk, ami az 52. helyig jutott az amerikai Billboard 200 listán. A lemez nem ért el listahelyezést az Egyesült Királyságban és Európában, de 33. lett Ausztráliában. A "Knock Me Down" 6. lett az amerikai Modern Rock Tracks listán, míg a "Higher Ground" a 11. helyig jutott; később ez a kettő végül sokkal sikeresebb lett, 54. helyre került az Egyesült Királyságban, és 45. helyre Ausztráliában és Franciaországban. A Mother's Milk 1990 márciusában aranylemez lett, később pedig platinalemezzé vált; ez volt az első lemezük, amiből több mint 500000 darabot szállítottak külföldre.

### Sikerek, nemzetközi hírnév és Frusciante első távozása (1990–1993)
1990-ben a Mother's Milk sikere után a zenekar úgy döntött, hogy felmondják a szerződést az EMI-jal, és végül a Warner Bros. Recordshoz szerződtek; majd megkérték Rick Rubint, hogy legyen az ötödik albumuk producere. Rubin, akit már az előző albumok munkálatainál is megkerestek, eddig visszautasította a felkéréseket, legutóbb Anthony és Hillel drogproblémái miatt 1987-ben. Most azonban úgy érezte, hogy a zenekar jobb helyzetben van, és koncentráltabb. Az ötödik album zeneírási folyamata sokkal produktívabb volt, mint a Mother's Milk esetében; Kiedis állítása szerint minden napra "volt egy új zene, amire szöveget írhattam".
Az együttes hat hónapon keresztül rögzítette az új albumot, aminek során sok időt töltöttek azzal is, hogy próbáljanak, új dalokat írjanak, és dolgozzanak az ötleteken. Rubin nem volt elégedett a hagyományos stúdióval; úgy gondolta, a zenekar jobban teljesítene kevésbé ortodox környezetben, ami fokozná a kreatív végeredményt. Azt javasolta, hogy a bűvész Harry Houdini egykori lakóhelyén készítsék a felvételeket, amibe a zenekar bele is egyezett. Felbéreltek egy csapatot, akik berendezték a stúdiót a házban, és más eszközöket is beszereztek a felvételhez. Az együttes úgy döntött, hogy a felvétel idejére beköltözik a házba; egyedül Smith nem egyezett bele, hogy maradjon, mivel szerinte a hely szellem járta. Ő ehelyett naponta bejárt motorbiciklijével. Frusciante egyetértett Smithszel, azt mondta, "biztos, hogy szellemek vannak a házban", de Smithszel ellentétben Frusciante úgy érezte, hogy azok "nagyon barátságosak. Mi (a zenekar) akárhova megyünk a házban, forró vibrálást és örömet érzünk." Rubin a jelenlegi tulajdonosa a háznak, ami ma stúdióként működik; a stúdió neve The Mansion. A zenekar beleegyezett, hogy Flea sógora videón dokumentálja a felvételek rögzítését. Amikor véget értek a felvételek, a Red Hot Chili Peppers kiadta a filmet, aminek a Funky Monks címet adták. A zenekar nem tudta eldönteni, hogy mi legyen az album címe, de Rubinnak egyből feltűnt az egyik különleges dalcím: "Blood Sugar Sex Magik". Bár nem ez volt a legkiemelkedőbb dal a lemezen, Rubin szerint egyértelműen ez volt a legjobb cím amit adhattak neki.
1991. szeptember 24-én jelent meg a Blood Sugar Sex Magik. A "Give It Away" volt az első kislemez az albumról; ez lett a zenekar egyik legismertebb dala, amivel 1992-ben Grammy-díjat nyertek a "Legjobb Hard Rock Teljesítmény Énekkel" kategóriában; és első lett a Modern Rock listán is.
Második kislemezként jelent meg az "Under the Bridge" című ballada, ami második helyet ért el a Billboard Hot 100 listán, ami 2011-ig ezen a listán a legmagasabb hely volt, amit a zenekar elért; az Under the Bridge az egyik legfelismerhetőbb daluk. A többi kislemez, mint a "Breaking the Girl" és a "Suck My Kiss" is jól teljesítettek a listákon.
A lemez nemzetközi szenzáció lett, több mint 15 millió darabot adtak el belőle, szélesítette a zenekar rajongói bázisát; és az éra egyik legjelentősebb albumává vált. A Blood Sugar Sex Magik 310. lett a Rolling Stone magazin Minden idők 500 legjobb albuma listáján, és 1992-ben, majdnem egy évvel a megjelenése után elérte a 3. helyet az Egyesült Államok albumlistáján.
A váratlan siker rögtön rocksztárokká tette a Red Hot Chili Peppers tagjait. Frusciantet elvakította új keltű sikere, és meg kellett küzdenie a hírnév elfogadásával. Röviddel az album megjelenése után egyre gyakrabban hangoztatta nemtetszését a zenekar népszerűségével szemben, és a személyes nézeteltérések is kibontakoztak Frusciante és Kiedis között. Kiedis visszaemlékezése szerint gyakran hevesen vitatkoztak a színpad mögött koncertek után: "John azt mondta, hogy 'túl sikeresek vagyunk. Nekem nincs szükségem ekkora szintű sikerre. Én büszke lennék arra, ha ezt a zenét klubokban játszanánk, mint ahogy azt 2 évvel ezelőtt tettétek.'" Az utolsó koncertek Fruscianteval elfuseráltra sikeredtek, és Frusciante nem működött együtt a zenészekkel; gyakran máshogy játszott bizonyos dalokat, ami Kiedis agyára ment. Bár a többiek nem tudtak róla, Frusciante elkezdett kábítószerezni is, és a barátnőjét kivéve mindenkitől elzárkózott. Frusciante 1992 májusában váratlanul kilépett a zenekarból néhány órával egy fellépés előtt a Blood Sugar Japanese turnén. Az együttes John helyére először Dave Navarrót kérte fel, aki épp akkor lépett ki a Jane’s Addictionből, de ő akkor drogproblémákkal küszködött. A zenekar Zander Schloss-szal is próbált, de pár nap után kiderült, hogy ő sem a megfelelő ember. Végül Arik Marshallt bérelték fel Frusciante helyére, és a zenekar az 1992-es Lollapalooza fesztivál egyik legnevesebb előadója volt. Marshall szerepelt a "Breaking the Girl" és az "If You Have to Ask" videóklipjeiben, illetve A Simpson család negyedik évadjának utolsó részében is.
1992 szeptemberében a Red Hot Chili Peppers előadta Marshall-lal a "Give It Away"-t az MTV Video Music Awardson. Az együttest 7 díjra is jelölték, köztük az Év videója díjra is (amit végül nem nyertek el), habár 3 másik díjat megnyertek, többek között a Közönségdíjat. 1993. február 24-én a zenekar előadta a "Give It Away"-t a George Clinton & the P.Funk All-Starsszal és a Weapon of Choice-szal a Grammy-díjátadón; a dal aznap este elnyerte a Grammy-díjat. Ez a fellépés jelentette a Blood Sugar Sex Magik turné végét, és ez volt Marshall utolsó fellépése is a zenekarral. Az együttes szerette volna Marshall-lal folytatni a munkát, de amikor zenélésre került volna a sor, Marshall mindig elfoglalt volt, így az együttes úgy döntött, hogy nem felel meg a zenekar jövőbeli elképzeléseinek, így elbocsátották.
Marshall elutasítása után a zenekar meghallgatásokat tartott (amik nem voltak túl sikeresek), de ez vezetett a Bucketheaddel való találkozáshoz. A zenekar élvezte a próbát vele, habár ő addig nem hallott róluk; Flea úgy érezte, hogy Buckethead nem illeszkedett az együttesbe. Még mindig nem volt gitárosuk, amikor egyik este Kiedis egy helyi klubban felfedezte Jesse Tobiast, aki a Los Angeles-i gyökerű Mother Tongue együttesben játszott. Kiedis úgy érezte, ő megfelelne az együttes szellemiségének, és néhány meghallgatás után ő lett az új gitárosuk. Ennek ellenére ő sem maradt sokáig a zenekarban, az együttes állítása szerint "a kémia nem alakult ki köztük". Ugyanekkor Chad értesült arról, hogy Navarro már kész arra, hogy csatlakozzon a zenekarhoz. Amikor felajánlották neki a megüresedett posztot, ez alkalommal egyből elfogadta azt.

### One Hot Minuteés Dave Navarro (1994–1997)

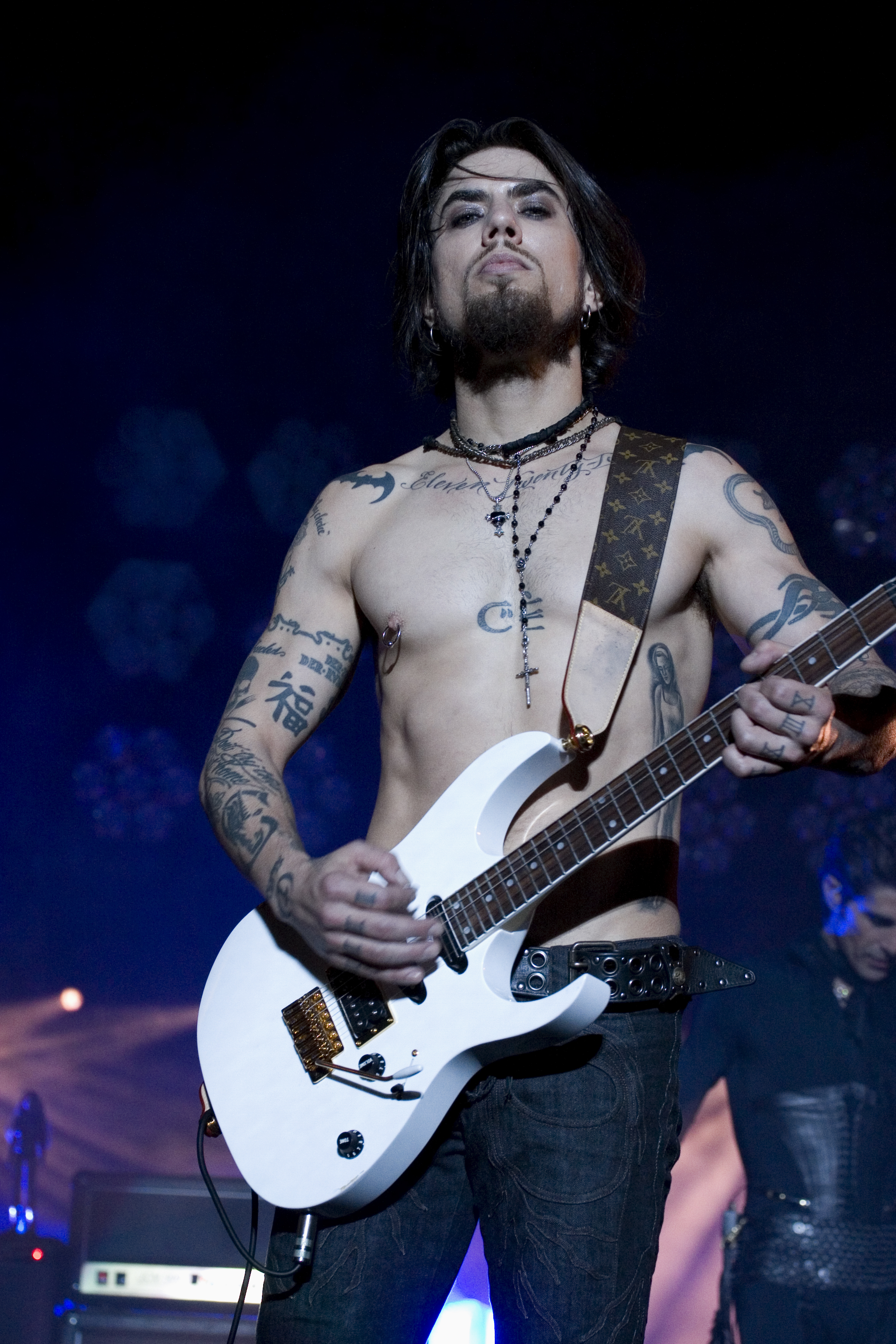
Dave Navarro gitáros (a képen) váltotta Jesse Tobiast 1993-ban.

Navarro a zenekarral először az 1994-es Woodstock fesztiválon lépett fel. A zenekar hatalmas izzólámpákat viselve állt a színpadra, amik bizonytalanul voltak rögzítve a ruhájukra, ami majdnem ellehetetlenítette őket, hogy játsszanak a hangszereiken. Navarro utálta az ötletet, de belement. Ezen a fellépésen debütált a "Warped", az "Aeropalne" és a "Pea" című dal, bár ezek még kezdeti stádiumban voltak, és a dalszövegek is különböztek a végső verzióktól. A woodstocki fellépést egy rövid turné követte, aminek során felléptek a Pukkelpop és a Reading Fesztiválon, két alkalommal pedig a The Rolling Stones előzenekara voltak. Kiedis állítása szerint a Stones előtti fellépés borzalmas élmény volt. Míg kívülről a zenekar rendezettnek tűnt, a kapcsolat a három állandó tag és Navarro között közel sem volt felhőtlen. Más irányú zenei háttere miatt nehéz volt közösen játszaniuk, és ez a probléma egész a következő évben végigkísérte őket. Navarro elismerte, hogy nem igazán érdekelte a funkzene, vagy a jammelés. Kiedisnek drogfüggőségével is újra meg kellett küzdenie; miután végrehajtottak rajta egy fogászati műtétet Beverly Hillsben, aminek során diazepámot használtak, ami függőséget okoz, újra visszaesett, és ismét kábítószerfüggő lett, bár erről egy ideig nem tudott a zenekar.
Navarro csatlakozása és Kiedis drogfüggősége mélyen befolyásolta a zenekar következő albumának, az 1995-ös One Hot Minute-nek a hangzásvilágát. A dalokat is sokkal lassabban írták, mint Fruscianteval. Fruscianteval dolgozni Kiedis állítása szerint szinte jutalom volt: "Könnyebb volt vele a dalírás, mint Hillellel, pedig Hillelt évek óta ismertem. Csak meg kellett mutatni neki a dalszöveget, énekelni egy kicsit belőle, és a következő pillanatban már kész is volt a dal. A dolgok nem mentek ilyen könnyen Dave-vel." Ezt kompenzálva Flea és Kiedis sok időt töltött együtt, ami alatt egész dalokat is megírtak. Mivel Kiedis gyakran hiányzott a felvételekről drogproblémái vagy szövegírási nehézségei miatt, Flea sokkal nagyobb szerepet töltött be az alkotási folyamatban; sok ötlettel állt elő a dalokhoz, akár teljes dalszövegekkel is, és "Pea" című dalát is ő énekelte fel.
[[:Fájl:|"Warped"]]
[[Fájl:|noicon]]
Probléma esetén lásd:Médiafájlok kezelése.
A Navarróval készített egyetlen album, a One Hot Minute 1995. szeptember 12-én jelent meg sok csúszás után. Navarro gitárjátéka meglehetősen távol állt a zenekar eredeti hangzásától, amit így most súlyos heavy metal riffek és pszichedelikus rock hatások jellemeztek. A zenekar az albumot előző anyagaiknál sötétebbnek és szomorúbbnak jellemezte, és nem is lett olyan sikeres, mint a Blood Sugar Sex Magik. A Kiedis által írt dalszövegek nagy része drogcentrikus volt, mint például az első kislemez, a "Warped" dalszövege; Kiedist meg is döbbentette, hogy senki sem jött rá a zenekarból a szövegei alapján, hogy újra kábítószerezik. Az album sötétebb dalszövegeit tönkrement kapcsolatok, illetve barátok és családtagok halálai is inspirálták. A "Teajerker" című balladát Kurt Cobainről írták, míg a "Transcending" Flea régi barátjáról, River Phoenixről szól; a "Shallow Be Thy Game" című dal pedig a vallást ostorozza. A vegyes fogadtatás ellenére az albumból 8 millió darabot adtak el világszerte. A lemez tartalmazta az együttes harmadik listavezető dalát is, a "My Friends"-et; a "Warped", illetve az "Aeroplane" című dalok is is jól szerepeltek a listákon. Ez utóbbi számos filmben is elhangzott. Az "I Found Out", egy John Lennon-feldolgozás, szerepelt a Working Class Hero: A Tribute to John Lennon című válogatáslemezen. Az Ohio Players dalának feldolgozása, a "Love Rollercoaster", elhangzott a Beavis és Butt-head lenyomja Amerikát című filmben, és kislemezként is megjelent.
A zenekar 1995. szeptember 27-én kezdte európai turnéját a One Hot Minute-tel; összesen 16 helyen léptek fel. Ezután egy amerikai turné következett volna, de azt elhalasztották, mivel Chad Smith eltörte a csuklóját. A zenekar egy ideig még azt is fontolgatta, hogy megkérik Jack Ironst, hogy helyettesítse Smitht, de nem volt már idő arra, hogy bárkivel is összepróbálják a dalokat, így 1996 elejére halasztották a turnét. A zenekar 1996 nagy részét európai és amerikai koncertezéssel töltötte. 1997-ben a zenekar számos fellépést lemondott az együttesen belüli problémák miatt. Flea teljesen kimerült volt, belefáradt abba, hogy minden este ugyanazokat a dalokat játszották, és komolyan fontolgatta, hogy elhagyja a zenekart; míg Kiedis motorbalesetet szenvedett, a bal karjára lesérült, és a fájdalomcsillapítók miatt újra kialakult drogfüggősége. Navarro is visszaesett. 1997-ben végül csak egy fellépést adtak az első Fuji Rock Fesztiválon 1997. július 26-án. Bár forgószél söpört végig a fesztivál területén aznap, a zenekarnak sikerült 8 dalt eljátszania, mielőtt abba kellett hagyniuk a koncertet a vihar miatt. Ez volt Navarróval az utolsó show, és Flea előző kijelentései miatt úgy tűnt, hogy a Red Hot Chili Peppersnek is befellegzett.
Miután minden kísérlet sikertelen maradt arra, hogy Navarróval folytassák az együttest, a zenekar úgy érezte, ideje különválniuk. Navarro drogproblémái, a kémia hiánya közte és a zenekar között, továbbá a hajlandóság hiánya új dalok írására mind ahhoz vezettek, hogy 1998-ban a zenekar bejelentése alapján Navarro "közös megegyezés alapján" távozott a Red Hot Chili Peppersből. Más értesülések szerint Navarrót akkor tették ki a zenekarból, amikor az egyik próbán drog hatása alatt átesett saját erősítőjén.

### Frusciante visszatérése ésCalifornication(1998–2001)
Távozása utáni években nyilvánossá vált, hogy John Frusciante kábítószerfüggő lett, aminek köszönhetően elszegényedett, és a halál szélére került. Bár Frusciante elvesztette a kapcsolatot legtöbb barátjával, Flea mindig kereste, és segített rábeszélni, hogy menjen el a Las Encinas Drogrehabilitációs Intézetbe 1998 januárjában. John februárban befejezte az elvonót, és bérelt egy kis apartmant Silver Lake-ben. Számos sebesülést és problémát szerzett függősége alatt, ezek közül néhányat műtéttel kellett helyreállítani, többek között a karjain lévő sebeket, az orrát, és a fogait is kiműtötték egy halálos fertőzés következtében.
Navarro 1998-as távozása után a Red Hot Chili Peppers a feloszlás szélére került. Flea azt mondta Kiedisnek, hogy "az egyetlen mód, ahogy el tudom képzelni a folytatást, az ha visszahívjuk Johnt a zenekarba". Kiedist ez meglepte, és úgy gondolta, hogy Frusciante sosem dolgozna vele újra, mivel azokat a személyes problémákat, amik miatt 1992-ben távozott, még mindig nem oldották meg. Kiedis és Flea Frusciante megtisztulása és felépülése után úgy érezték, hogy megpróbálhatják visszahívni őt. 1998 áprilisában Flea meglátogatta, és megkérte, hogy csatlakozzon az együtteshez. Frusciante zokogni kezdett, és azt mondta, hogy "semmi sem tenné boldogabbá a világon". Flea összehozott egy találkozót Anthonyval, hogy megoldják személyes problémáikat, amik még mindig fennállhatnak közte és John között. Flea megkönnyebbülve tapasztalta, hogy nem haragudnak egymásra, és mindketten izgatottan várják, hogy újra közösen zenéljenek. A hét végén már újra közösen játszott a 6 év után újraegyesített Red Hot Chili Peppers. Anthony Kiedis a következőket mondta a szituációról:
Számomra ez volt az a pillanat, ami a következő 6 közös évünket meghatározta. Tudtam, hogy ez igazi alku, hogy a varázslat újra meg fog történni. Hirtelen mindannyian hallottunk, és ahelyett, hogy beleragadtunk volna a hülyeségünkbe, újra a nagy egyetemes zenekar tagjaivá válhattunk.
A zenekar lelkesedése ellenére Frusciante szellemileg és fizikailag is megviselt volt. Kilépése óta csak a szólóalbumain gitározott, és már évek óta nem is nyúlt hangszeréhez. Az összes gitárja odaveszett, amikor kigyulladt a háza; ő is csak éppen hogy ki tudott jutni, és nehéz volt visszatérnie ezután a hétköznapi életbe. A zenekar Flea garázsában kezdett jammelni, és rövid időn belül Frusciante újra belejött a gitározásba, sőt új dalok is születtek. John visszatérésével a Red Hot Chili Peppers visszanyerte eredeti hangzását és hangulatát. Az album rögzítését erősen befolyásolta Frusciante zene iránt érzett rajongása. John nemrég elárulta, hogy a Californication munkálatait élvezte leginkább. 1999. június 8-án jelent meg a zenekar hetedik, Californication című albuma egy év munkálat és aprólékos próbálás után. A zenekar több mint 15 millió darabot adott el a lemezből, és jelen pillanatig ez a zenekar legsikeresebb felvétele. A Californication kevesebb rapalapú dalt tartalmazott, mint az előző lemezek, de helyette több alaposan kidolgozott, konzisztens és dallamos gitár-, ének- és basszustémák szerepeltek rajta. A Californicationön három listavezető dal szerepelt: a "Scar Tissue", az "Otherside" és a "Californication". A Californication pozitív kritikákat kapott a One Hot Minute-tel ellentétben, és nagyobb sikernek örvendett világszerte. Míg a legtöbb kritikus az album sikerét Frusciante visszatérésének számlájára írta, a zenekar felhívta a figyelmet arra is, hogy Kiedis énekteljesítménye is sokat fejlődött. A Californication a 399. helyen szerepel a Rolling Stone magazin Minden idők 500 legjobb albuma listáján.
A kétéves nemzetközi turné keretében az együttes játszott az 1999-es Woodstocki fesztiválon, ami az ott fellépő erőszakról vált hírhedtté. 10 perccel a fellépés előtt Jimi Hendrix mostohanővére megkérte őket, hogy játszanak egy feldolgozást bátyja dalaiból. Némi hezitálás után, mivel már évek óta nem játszották, végül úgy döntöttek, hogy előadják Hendrix "Fire" című klasszikusát, ami eredetileg a Mother's Milk című albumukon szerepelt. A koncert kétharmadánál – ami a háromnapos fesztivál végét jelentette – tűz ütött ki, ami vandalizmusba torkollott, és be kellett avatkozniuk a biztonságiaknak is. A rendbontásból erőszak vált, amikor a közelben lévő ATM-eket és kamionokat kifosztották és megsemmisítették. Kiedis úgy érezte, hogy "Ennek a szituációnak már semmi köze nem volt Woodstockhoz. Ez nem a béke és szerelem szimbóluma volt, hanem a kapzsiságé és a pénzé... Arra ébredtünk, hogy az újságok és a rádiók minket vádolnak, a 'Fire' című dal eljátszásáért." A turné végén 2001-ben kiadták az együttes első koncert DVD-jét, az Off the Mapet.

### By the Way(2001–2004)
2001 elején, a Californication világturnéja után egyből elkezdték írni a dalokat az új albumra, a By the Wayre. Csakúgy, mint a Californication esetében, az alkotási folyamat a zenekar tagjainak otthonában zajlott, és más próbahelyeken, például stúdiószínpadokon. Kiedis a következőket nyilatkozta erről: "Rátaláltunk némi mágiára, zenére, zenei témákra, ritmusokra, jamre és groove-ra; hozzáadtunk és elvettünk belőle, erőszakoskodtunk vele, és dallamokat tettünk bele." Frusciante és Kiedis naphosszat zenei témákon és dalszövegeken dolgozott. Kiedis számára a By the Way írása teljesen más élmény volt, mint a Californicationé. John is újra önmagára talált, és tele volt határozottsággal."

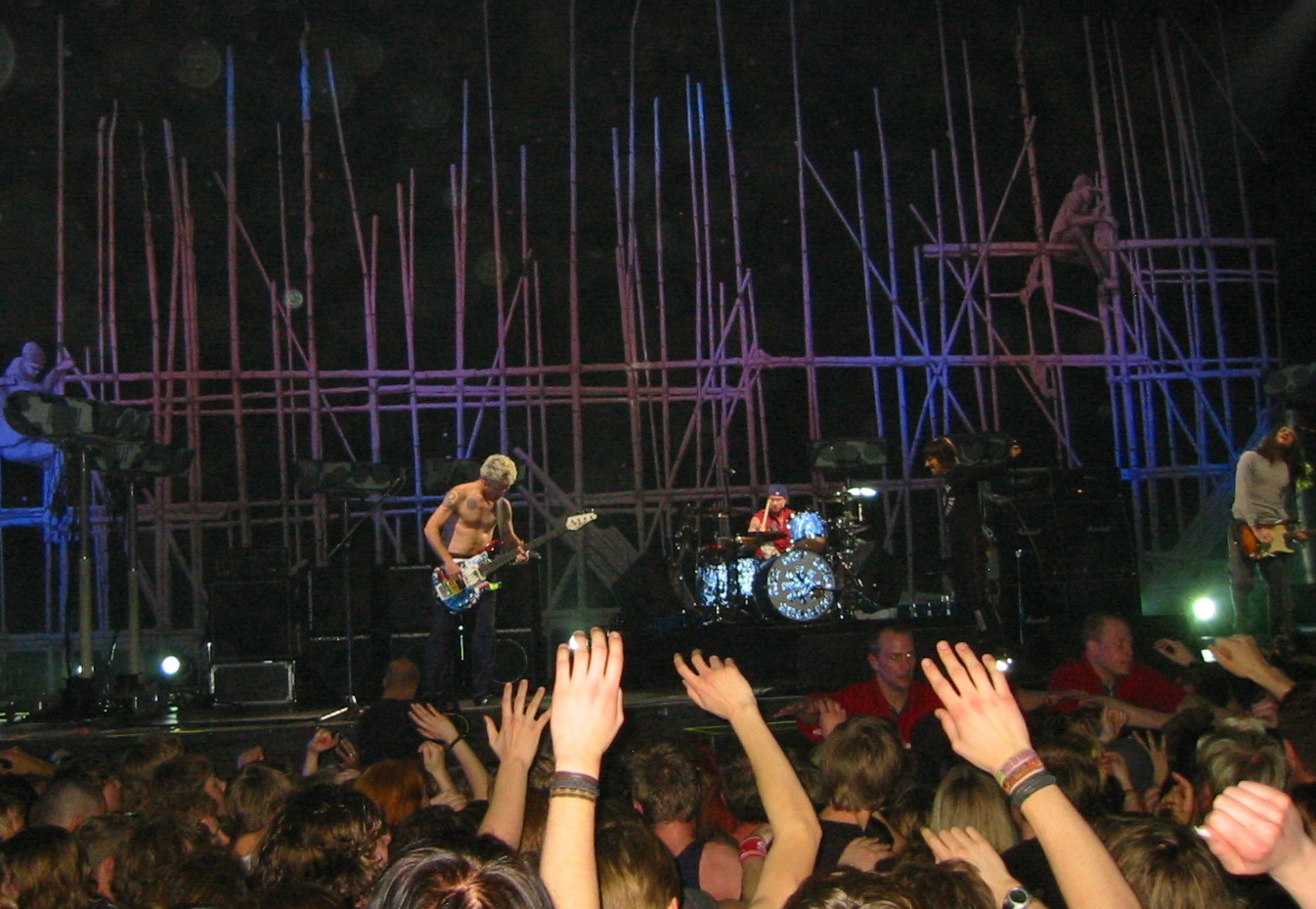
A zenekar fellépése a By the Way Turné keretében.

A By the Way rögzítése előtt a zenekar úgy döntött, hogy újra megkérik Rick Rubint, hogy legyen az album producere. A múltban Rubin szabad kezet adott a zenekarnak az alkotási folyamatban; úgy érezték, hogy ez szükségszerű ahhoz, hogy a lemez egyedülálló legyen, és csak az ő visszatértével tudták ezt elképzelni. Eredetileg a lemez egészen más irányba tartott, mint a végtermék. A lemez egy csoport gyors, hardcore punk dalként kezdte, amit Rubin visszautasított. Frusciante sötétebb, 1980-as évekbeli britpop/new wave hangzást szeretett volna 1980-as évekbeli hardcore-ral vegyítve. A rögzítési folyamat Flea számára meglehetősen nehéz volt, mivel úgy érezte, hogy kívülálló az együttesben, és hogy csökkent a szerepe Frusciantenak köszönhetően. Flea több funkinspiráltabb dalt szeretett volna létrehozni, míg Frusciante úgy érezte, hogy a zenekar túlerőlteti funk oldalát. Flea meg volt győződve arról, hogy a lemez után kilép a zenekarból, de végül megoldották a problémáikat.
A By the Way 2002. július 9-én jelent meg, és négy kislemezt adtak ki róla; a "By the Way"-t, a "The Zephyr Song"-ot, a "Can't Stop"-ot és a "Universally Speaking"-et. Ez az album volt az akkori legcsendesebb lemezük, mivel inkább dallamos balladákat tartalmazott, mint rapalapú funkdalokat. Frusciante arra is koncentrált, hogy még jobban ki legyenek dolgozva a dalok; gyakran szintetizátort is használt, illetve vonósokra is írt dalokat, mint például a "Midnight"-ot és a "Minor Thing"-et. Az album kiadása után elkezdték a 18 hónapos világ körüli turnét. Az európai By the Way turné után adták ki második koncert-DVD-jüket, a Live at Slane Castle-t, amit az írországi Slane Castle-ben rögzítettek 2003. augusztus 23-án. A zenekar első élő albumát, a Live in Hyde Parkot; a londoni Hyde Parkban adott koncertjükön rögzítették. Körülbelül 258000 rajongó több mint 17 millió dollárt fizetett 3 nap alatt egy 2004-es felvételre; a Billboard Legnagyobb Koncertbevételek listáján ez az esemény az első helyre került.
2003 novemberében a Red Hot Chili Peppers kiadta a Greatest Hits című válogatásalbumot, amin olyan új dalok is szerepeltek, mint a "Fortune Faded" és a "Save the Population". Ezt a két dalt több mint 15 szám közül választották ki, amikről Chad később azt nyilatkozta, hogy a zenekar eredetileg a turné befejezése után szerette volna végleges verzióban rögzíteni, és új albumként kiadni, de ezt Frusciante megvétózta, mivel zenei ízlése változott, és valami teljesen újat szeretett volna alkotni.

### Stadium Arcadium(2005–2007)
2006-ban jelent meg az együttes Grammy-díjas lemeze, a Stadium Arcadium, aminek Rick Rubin volt a producere. Bár a megírt 38 dalt eredetileg három különböző albumon szerették volna kiadni hat hónapos időközönként, a zenekar végül úgy döntött, hogy 28 dalt dupla lemezen ad ki, míg a maradék 10 dalból 9-et B-oldalas lemezként. Ez volt az első lemezük, ami az első helyen debütált az amerikai listákon, amiken két hétig tartotta a vezető pozíciót; a brit albumlistán és 25 másik országban is első helyen debütált a lemez. A Stadium Arcadiumból több mint 7 millió darabot adtak el.
Az első kislemez az albumról, a "Dani California" lett az együttes leggyorsabban fogyó kislemeze; az amerikai Modern Rock listán első helyen debütált, a Billboard Hot 100 listán a hatodik, a brit listákon a 2. helyig jutott. A "Tell Me Baby" volt a következő kislemez, ami szintén az első helyig jutott 2006-ban. A "Snow ((Hey Oh))" című dalt 2006 végén adták ki, és még 2007-ben is leszorított dalokat a listákról. A kislemez az együttes 11. listavezető dala volt; ezzel együtt összesen 81 hetet töltött az együttes listavezető pozícióban. Ez volt az első eset arra is a zenekar történetében, hogy három egymást követő kislemezük első helyre jusson a listákon. A "Desecration Smile" 2007 februárjában jelent meg nemzetközileg, és 27. lett a brit listákon. A "Hump de Bump" című dalt eredetileg csak Amerikában, Kanadában és Ausztráliában tervezték kiadni, de a videóklip sikerének hatására 2007 májusában az egész világon elérhetővé tették.
A zenekar 2006-ban újabb világ körüli turnéra indult a Stadium Arcadium népszerűsítésére; a turnét Európában kezdték késő május végén, és július közepéig játszottak a kontinensen. A turnén csatlakozott hozzájuk Frusciante barátja, Josh Klinghoffer, aki gitárjátékával, háttérénekével és billentyűjátékával támogatta az együttest. Klinghoffer jelenléte segített abban, hogy a dalok élő verziója hasonlítson a stúdióban rögzített verziókra, mivel azokon Frusciante több gitársávot is játszott. A zenekar Észak-Amerikában augusztustól novemberig játszott, majd november végén visszatért Európába, ahol december közepéig adtak koncerteket. A Red Hot Chili Peppers 2007 január közepétől március közepéig újra Észak-Amerikában turnézott, ezúttal Mexikót is érintve. Ezt követték áprilisban az ausztráliai és új-zélandi koncertek, majd június elején Japánban is felléptek. Az együttes a turnét egy harmadik európai koncertsorozattal fejezte be, ami június végétől augusztus végéig tartott. Felléptek a Live Earth koncerten a Wembley Stadionban 2007. július 7-én. A zenekar számos fesztiválon szerepelt, többek között a Denmarks Roskilde fesztiválon, az írországi Oxegenen 2006 júliusában, a Lollapalooza fesztiválon 2006 augusztusában a Grant Parkban, Chicagóban, játszottak a Coachella Valley Music and Arts Fesztiválon a kaliforniai Indióban 2007 áprilisában, és 2007 augusztusában ők voltak az egyik fő zenekar a Reading and Leeds fesztiválon a Razorlight és a Smashing Pumpkins oldalán.
2007 februárjában a Stadium Arcadium 5 Grammy-díjat nyert; elnyerte a legjobb rockalbumért járó díjat, a legjobb rockdalért járó díjat a "Dani California"-ért, a legjobb rockteljesítményért járó díjat, a legjobb dobozolt vagy limitált kiadású lemezért járó díjat és a legjobb producer díját is megkapta Rick Rubin. A Stadium Arcadium 74. lett a Rolling Stone magazin "Az Évtized 100 Legjobb Albuma (2000-2009)" listáján.

### Klinghoffer veszi át Frusciante helyét (2008–2009)
A Stadium Arcadium turné vége után a zenekar szünetet tartott. Kiedis ezt azzal magyarázta, hogy az 1999-es Californication kiadása óta tartó folyamatos munkában kimerültek. A zenekar csupán egy dalt rögzített ez alatt az idő alatt 2008-ban. Shirley and Lee klasszikusából, a "Let the Good Times Rollból készítettek egy feldolgozást George Clintonnal és Kim Manninggel, ami felkerült a George Clinton and His Gangsters of Love című lemezre. Ez a dal volt az utolsó, amit Fruscianteval rögzítettek.
Kiedis, aki akkoriban vált apává, arra szánta szabadidejét, hogy minél több időt töltsön fiával, Everly Bearrel, és egy az életéről szóló Spider and Son című televíziós sorozatot szeretett volna létrehozni. Flea zeneelméletet kezdett tanulni a University of Southern California egyetemen, és azt tervezte, hogy kiad egy főleg instrumentális dalokat tartalmazó szólóalbumot, amit az otthonában rögzített vendégzenészekkel, például Patti Smithszel és egy kórussal a Silverlake Konzervatóriumból. Flea alapított egy Atoms for Peace supergroupot is a Radiohead énekesével, Thom Yorke-kal. Frusciante folytatta szólókarrierjét, és kiadta The Empyrean című albumát. Chad Smith Sammy Hagarral, Joe Satrianival és Michael Anthonyval alapított egy Chickenfoot supergroupot; illetve létrehozott egy szólóprojektet is, a Chad Smith's Bombastic Meatbatset. A zenekar úgy tervezte, hogy legalább egy évig hiátuson marad.
2009 májusában Kiedist Stevie Ray Vaughan díjjal tüntették ki az ötödik MusiCaresen a MusiCare Map Alapítvány támogatásáért és a kábítószerfüggők segítségéért végzett munkájáért. Kiedis az együttes többi tagjával, Frusciantet leszámítva, 'The Insects' néven előadott néhány feldolgozást Ron Wooddal, Josh Klinghofferrel és Ivan Neville-lel.
2009 októberében a zenekar hivatalosan is visszatért, és Frusciante nélkül stúdióba vonult, hogy dalokat írjanak a 10. stúdióalbumra. A zenekarhoz csatlakozott Josh Klinghoffer, aki a publikum számára még mindig csak a turnézenészük volt, bár később megerősítették, hogy már akkor az együttes részét képezte. 2009 decemberében Frusciante bejelentette, hogy 2008-ban elhagyta a Red Hot Chili Pepperst. John MySpace oldalán kifejtette, hogy dráma és düh nélkül hagyta el az együttest ez alkalommal, és hogy a zenekar tagjai megértőek voltak, sőt támogatták őt. Távozását azzal indokolta, hogy zeneileg eltávolodott az együttestől, és hogy szeretne teljesen a szólókarrierjére fókuszálni.

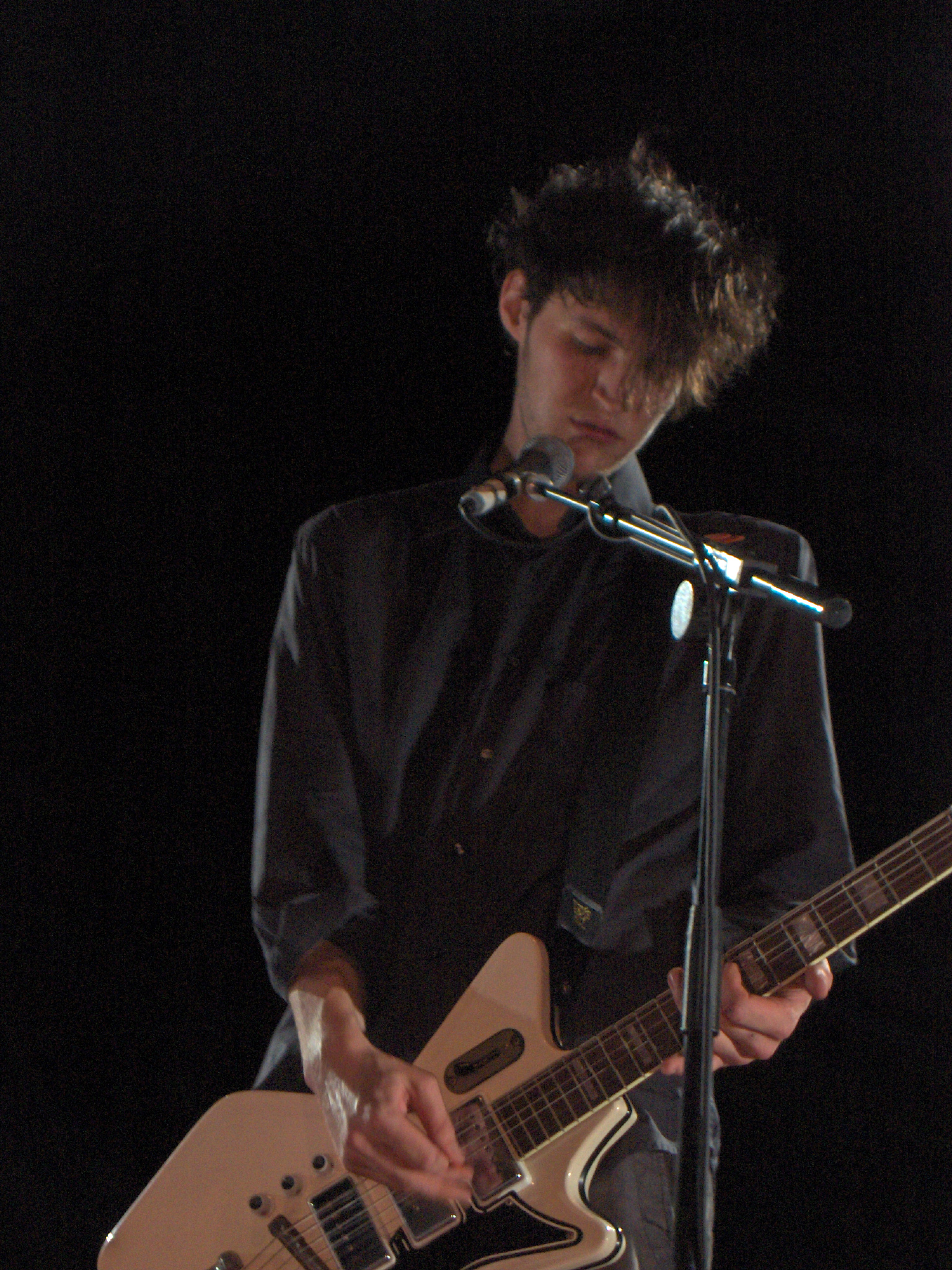
Josh Klinghoffer (a képen), 2007-ben a zenekar turnégitárosa volt, majd 2009-ben átvette Frusciante helyét; ő lett az együttes új gitárosa.

A zenekar Josh Klinghofferrel 2010. január 29-én adta első koncertjét a MusiCaresen, amin elhangzott Neil Young tiszteletére egy feldolgozás, a "A Man Needs a Maid". Több hónapnyi spekuláció után 2010 februárjában Chad Smith jelentette be hivatalosan, hogy Klinghoffer vette át Frusciante helyét.

### 2011–2014:I'm With You
A zenekar hivatalosan 2010 szeptemberében kezdte rögzíteni a dalokat Rick Rubin producerrel. Rubin állítása szerint az együttes annyi anyagot rögzített, amiből akár egy második dupla lemezt is összeállíthattak volna, de végül nem így tettek. Rubin megjegyezte, hogy "fájdalmas volt, hogy nem osztjuk meg az összes anyagot, amit rögzítettünk, de úgy éreztük, hogy az már túl sok lenne. 12 dalt szerettünk volna az albumra tenni, de végül 14 került rá, mert senki nem tudott megegyezni abban, hogy melyik legyen az a 12." A felvételi folyamatok 2011 márciusáig tartottak. A dalok nagy részét 2009 októbere és 2010 augusztusa között írták; Flea állítása szerint ez alatt a tíz hónap alatt 60-70 dal készült. Rubin Klinghofferről és az új zenéjükről így nyilatkozott: "Josh fantasztikus. John Fruscianteval sok-sok évig játszott, és a Red Hot Chili Peppersszel is turnézott, úgyhogy már szinte családtag. Stílusában közel áll Johnhoz, de teljesen más utakon jár. A Red Hot Chili Peppers most úgy szól, ahogy eddig sosem hallhatták." Kiedis szerint az írási folyamat ez alkalommal teljesen más volt, mint az addigi lemezek során. A múltban a dalok jammelés során keletkeztek, most Flea zeneelméleti tudásának köszönhetően sokkal megtervezettebbek és átgondoltabbak lettek.
2011 júliusában a zenekar három ízelítő koncertet adott Kaliforniában. Ez volt az első koncertjük 2007 augusztusa óta, illetve ez volt az első alkalom, amikor Josh mint hivatalos gitárosuk lépett fel velük.
Az I'm with You, a zenekar 10. stúdióalbuma 2011 augusztusában jelent meg az Egyesült Államokban. A lemez 18 különböző országban listavezető helyen debütált, de az amerikai listákon nem sikerült az első helyen nyitnia. A lemez főleg pozitív hangvételű kritikákat kapott. A lemez első kislemeze, a "The Adventures of Rain Dance Maggie" egy hónappal az album kiadása után jelent meg, és a zenekar 12. listavezető kislemeze lett. Kreayshawnt keresték meg, hogy rendezze meg a kislemez klipjét, azonban ismeretlen okok miatt a Kreayshawn-féle verzió nem jelent meg, helyette Marc Klasfeld videóját jelentették meg. A "Monarchy of Roses", a "Look Around" és a "Did I Let You Know" csak Brazíliában jelent meg kislemezként. A "Brendan's Death Song"-ot 2012 nyarán adták ki.
A zenekar a promóciós turnét 2011 augusztusában kezdte Ázsiában. 2011. augusztus 30-án világszerte közvetítették mozikban a németországi Kölnben adott koncertjüket, amin az "Even You Brutus" című dal kivételével az összes dal elhangzott a lemezről, plusz eljátszották a "Give It Away"-t és a "Me and My Friends"-et. Az együttes az I'm with You Turnét 2011. szeptember 11-én kezdte; szeptember 12-én Costa Ricában játszottak. Úgy tervezték, hogy az együttes eddigi legnagyobb szabású turnéja 2013-ig fog tartani. Az összes koncert hanganyagát megvásárolhatóvá tették a LiveChiliPeppers.com-on. Az Észak-amerikai koncerteket, amiket 2012. január 19-én kezdtek volna, el kellett halasztani Kiedis lábműtétje miatt, mivel a Stadium Arcadium turné óta kezeletlen sérülései voltak. Az első amerikai koncertsorozat Kanadát is érintve 2012 márciusától júniusig tartott, majd Európában folytatták a turnét; augusztustól novemberig pedig ismét Amerikában játszottak. Guatemalában, Ausztráliában, Új-Zélandon, Dél-Afrikában és Latin Amerikában 2013 januárjától márciusig turnéztak.
A zenekart jelölték az MTV Europe Music Awardson a "Legjobb Rockegyüttes" és a "Legjobb Élő Előadás" kategóriában. Továbbá jelölték őket a "Legjobb Csapat" kategóriában a 2012 People’s Choice Awardson Az I'm with Yout 2012-ben Grammy-díjra is jelölték a Legjobb Rockalbum kategóriájában.
2012. március 29-én a zenekar kiadta 2011 Live EP című lemezét. Az EP-n lévő öt élő dalt ingyen letölthetővé tették az együttes weboldalán. Az öt dalt Chad Smith választotta ki a zenekar 2011-es európai turnéján rögzített felvételeiből, amiket meg lehet vásárolni a zenekar weboldalán. 2012. május 1-jén csak letölthető verzióban adták ki Rock & Roll Hall of Fame Covers EP című lemezüket, amin a rájuk hatással bíró előadóktól szerepelnek élőben vagy stúdióban rögzített feldolgozások. Amellett, hogy 2012 augusztusától elkezdték kiadatni élő felvételeiket, a zenekar megjelentetett egy kislemez-válogatást is az I'm With You felvételeiből. Az összesen 17 dal 7"-os hanglemezeken jelent meg kettesével, később pedig letölthető verzióban és CD-n is kiadták. Az utolsó kislemez 2013 áprilisában jelent meg a sorozatból.
Jack Irons és Cliff Martinez 2012. augusztus 12-én csatlakozott a zenekarhoz, hogy eljátsszák a "Give It Away"-t Los Angelesben. Két nappal később egy oaklandi fellépésükön Josh eltörte a lábát. Chad azt nyilatkozta, hogy Klinghoffer sérülése nem befolyásolja a zenekar fellépéseit, sőt, viccelődve meg is jegyezte, hogy azóta jobban gitározik.
A Forbes magazin 2012-es, A Világ 25 Legjobban Fizetett Zenésze listáján 19. helyre került az együttes, mivel 39 millió dollárt szereztek az I'm with Youval, és az azt követő turnéval. A turné során 2012-ben 33911873 dollárt szereztek, amivel kiérdemelték a 15. helyet a Billboard éves Top 25 Turné listáján.
A zenekar 2011–2013-as I'm with You turnéján volt a Red Hot Chili Peppers megalapításának 30., a By the Way megjelenésének 10., a Blood Sugar Sex Magik kiadásának 20., a The Uplift Mofo Party Plan publikálásának 25. évfordulója. Ennek ellenére a zenekar nem tartott különleges előadásokat, hogy megünnepeljék ezeket. Míg a 90-es évek nagy zenekarai, mint a Nirvana és a Pearl Jam újra kiadták klasszikus úttörő lemezeiket az évfordulóik alkalmából, a Blood Sugar Sex Magik esetében ez fel sem merült; Kiedis azzal indokolta ezt, hogy inkább előre néz, mint hátra.
Chad Smith elárulta, hogy az I'm with You turné 2013. áprilisi vége után a zenekar rövid szünetet tart, mielőtt stúdióba vonul, hogy felvegye a következő albumot várhatóan 2013 közepén. Smith azt mondta, hogy "tele vagyunk energiával, Josh Klinghoffer napról napra jobban játszik, és az együttes is összeszokott ez idő alatt." 2013 márciusában Chad a Twitteren válaszolt az albummal kapcsolatos rajongói kérdésekre. Elárulta, hogy szeptemberben fognak új dalokat írni. A zenekar úgy tervezi, hogy nyáron fellép az amerikai Orion Music + More fesztiválon és a Firefly Music Fesztiválon júniusban, majd az Outside Lands Fesztiválon augusztusban. Flea a zenekar turnézenészével, Mauro Refoscóval a szünetet arra használja, hogy az Atoms For Peace zenekarukkal turnézzon 2013 júliusa és novembere között.
2013. május 22-én a zenekar egy különleges koncertet adott Portlandben, Oregon államban a Dalai láma tiszteletére a Dalai Láma Környezetvédelmi Csúcstalálkozóján. A sajtó szerint "Az eseményen elhangzó zenének a vidáman ünnepelés a célja, de egyben az is, hogy inspirálja a jövő nemzedéket, hogy törődjön a bolygónkkal. A Red Hot Chili Peppers az egyik legelkötelezettebb támogatója Őszentségének, a Dalai lámának és a tibeti mozgalomnak, továbbá ők is szükségesnek érzik a környezetünk védelméért végzett munkát."
2013 júniusában Smith elárulta, hogy "Valószínűleg szeptemberben fogunk újra összegyűlni, hogy új dalokat írjunk a következő felvételre. Mindig születnek ötletek a próbákon, jammelések, hangpróbák és koncertek során... De addig nem lesznek végleges formát öltött dalaink, amíg négyen le nem ülünk egy szobába. Akkor fog az írási folyamat kezdődni. Már várjuk az őszt."
2014. február 2-án a Chili csatlakozott Bruno Marshoz a 48. Super Bowl Halftime Show-jában és felállított egy 115,3 milliós nézettségi rekordot. A zenekar fellépését a rajongók, a média és más zenészek felemásan fogadták, mondván Flea és Klinghoffer előre felvett zenét adtak elő. Flea úgy reagált: ez az NFL kikötése volt az idő és a technikai lehetőségek miatt, amivel egyetértett a zenekar is, mivel ez egyszeri és megismételhetetlen alkalom az életben. Flea azt mondta Kiedis éneke teljesen élő volt és felvett "Give It Away" a próbák során született.
2014 júniusában a csapat befejezte a turnéját, ami 2013 májusában kezdődött. 2011 szeptembere óta 158-szor léptek színpadra a két turnéjuk során ez a leghosszabb szakasz a zenekar történetében, amit igazi szünet nélkül töltött. 2014. július 1-én jelent meg a 2012–13-as Live EP, amely zenekar honlapján letölthető. Akárcsak a 2011-es Live EP-n, ezúttal is öt dalt választott ki Chad Smith a zenekar turnéjáról, ami annak végső lezárása lett.

### 2015–2018:The Getaway
2014. november 17-én Kiedis bejelentette, hogy a zenekar decemberben stúdióba vonul, hogy felvegye új albumát. Azt mondta a lemez 13 dalt tartalmaz majd, bár valószínűleg rátennének még 10 számot. Néhány nappal később egy interjúban David Fricke-nek Kiedis megerősítette, hogy nem Rick Rubin lesz a producere a zenekar következő felvételeinek és 1989 óta először valaki más. 2015 januárjában Flea a Twitteren jelentette be, hogy Danger Mouse lesz a producerük. A következő hónapban Flea kartörést szenvedett síelés közben, ami több mint 6 hónappal késleltette az album felvételét.
2015 októberében egy, a Rolling Stone magazinnak adott interjúban Kiedis új dátumot adott az album megjelenéséhez. Azt mondta: új zenéket írtunk az elmúlt évben és néhány olyan dalt, amiről úgy érzi vannak olyan jók, mint amiket korábban írtak. Kiedis beszélt az új producerrel, Danger Mouse-szal folytatott közös munkáról is. Azt mondta: nagyon jó abban, hogy vadonatúj ötletekkel álljon elő, de az akusztikus gitárt is megfogja a vezérlőben, hogy akusztikussá csupaszítsa a dalt, ami csodálatos.
A következő hónapban Chad Smith posztolt egy videót a Twitter rajongói oldalán, miszerint 2016 májusára, júniusára elkészül az album, ezzel egy időben a zenekar nyári fesztiválturnéra indul. Smith szerint Danger Mouse nagyobb részt vállalt az album muzikális részében, mint Rick Rubin, és néhány más megoldást is alkalmazott, viszont zeneileg Red Hot Chili Peppers-ösen hangzik.
2015 decemberében Flea úgy nyilatkozott felvették az albumot és Anthonyra várnak, hogy felénekelje. 2016 februárjában Kiedis újabb módosítással élt, mondván majdnem kész van az album. "A célegyenesben vagyunk! Tegnap énekeltem, van egy szabad hetem, aztán visszatérek, hogy befejezzem. Nekiállunk és meghallgatjuk és ellenőrizzük a dalokat. Két tucat dalt írtunk, mielőtt nekiálltunk vele (Danger Mouse-szal). Mouse azt mondta tartsunk meg néhányat azokból, de menjünk és írjunk minden dalt a stúdióban. Egymásra néztünk "haver vannak már megírt dalaink tesó! Ő meg: Nem! azt szeretném, hogy újakat írjatok a stúdióban. Szóval az új folyamat tiszteletére új dalokat írtunk, ami igazán jó dolog."
2016. február 3-án a "Circle of the Noose" – a zenekar legkeresettebb kiadatlan dala és az egyetlen, amit Dave Navarróval a kirúgása előtt vettek fel a következő One Hot Minute utáni albumukra – kiszivárgott az interneten. A nyers mixet 1998. március 16-án rögzítették. Dave, aki 1997-ben azt mondta ez volt az általa játszott valaha volt legjobb dal. "WOW micsoda lecsupaszított nosztalgia" – tweetelte. Három nappal a Navarro-éra dalának kiszivárgása után a zenekar eljátszotta élőben az Aeroplane-t 1997. július 26-a óta először. Amellett a One Hot Minute album számát, a Pea-t (melyen csak Flea hallható) először adták elő Navarro távozása óta.
2016. március 21-én Chad Smith posztolt egy-egy képet a Twitteren, miszerint elkezdték az album keverési munkálatait Nigel Godrichcsal. A következő napon kiderült, hogy Elton John is megjelenik az albumon.
Májusban a banda kiadta a The Getaway-t. Az Olivia Wilde színésznő által rendezett "Dark Necessities" klip 2016 júniusában jelent meg. A The Getaway a 2. helyen debütált a Billboard 200-as listán, Drake mögött , aki nyolc egymást követő héten volt az első számú album. A The Getaway 108 000-33 000 albumeladással túlszárnyalta a Drake-et a nyitóhetén (amivel a 4. helyen áll a hét eladásaiban), bár az albumok streamelése miatt Drake-nek sikerült a zenekar élére kerülnie a toplistákon. 2016 júliusában a Live In Paris EP kizárólag a Deezer zenei streaming weboldalon keresztül jelent meg . A "Go Robot" a The Getaway második kislemezeként jelent meg. Ugyanebben a hónapban a zenekar tagjai elkezdtek képeket közzétenni a videóklip forgatásáról. A Getaway-t szeptemberben, a 10 Bands 1 Cause részeként adták ki újra limitált kiadású rózsaszín bakeliten. Az újbóli kiadás eladásából befolyt összes pénz a Gilda's Club NYC-hez került, amely szervezet közösségi támogatást nyújt mind a rákkal diagnosztizáltak, mind a gondozóik számára. Nevét Gilda Radner komikusról kapta. 
A banda szeptemberben az észak-amerikai állomással kezdte a Getaway World Tour-t, ahol Jack Irons, a banda eredeti dobosa szerepelt nyitó felvonásként, 2017 januárjától. Dave Rat, a zenekar hangmérnöke 1991 óta bejelentette, hogy a január 22-i fellépés után már nem fog együtt dolgozni a bandával. 
A Getaway World Tour 2017 októberében ért véget. A turné 151 előadásból állt, egy évig és csaknem öt hónapig. Decemberben a banda a Band Together 2 Benefit Concert főszereplője volt a Bill Graham Civic Auditoriumban San Francisco- ban. A koncertből befolyt pénz a Tipping Point Sürgősségi Segélyalapba került, amely 2005 és 2017 között 150 millió dollárt gyűjtött a Bay Area-i rászorulók oktatására, foglalkoztatására, elhelyezésére és támogatására.

### 2019–2023:Frusciante második visszatérése, Unlimited Love és Return of the Dream Canteen
A következő Chili Peppers album felvétele a Woolsey Fire miatt késett, a zenekar 2019. január 13-án egy jótékonysági műsort adott elő a tűz áldozatainak. Februárban a „Dark Necessities” című dalt adták elő Post Malone rapperrel a 61. Grammy-gálán. Feltűntek Malone „Wow” című, márciusban megjelent klipjében. 
2019 februárjában a csapat egy hónapos turnéba kezdett, amelyen 12 év után első főszereplős műsorukat mutatták be Ausztráliában, beleértve az első tazmániai bemutatójukat is, amelyet áramszünet miatt rövid időre leállítottak. Március 15-én Egyiptomban léptek fel, és egyike volt azon kevés fellépéseknek, akik felléphettek a gízai piramisokban. Az előadást élőben közvetítették. Október 26-án David Mushegain, egy fotós bejelentette, hogy egy Chili Peppers dokumentumfilm készül. 
2019. december 15-én a csapat bejelentette, hogy 10 év után Frusciante újra csatlakozott Klinghoffer helyére. Azt írták, hogy Klinghoffer "egy gyönyörű zenész, akit tisztelünk és szeretünk". Egy interjúban Klinghoffer azt mondta, hogy nincs ellenségeskedés: "Ez abszolút John helye abban a bandában... Boldog vagyok, hogy visszatért közéjük." November 2-án a csapat a Los Angeles-i Silverlake Conservatory of Musicban rendezett jótékonysági rendezvényen adta elő utolsó műsorukat Klinghofferrel. Klinghoffer 2019. november 22-én adta ki bemutatkozó szólóalbumát, a To Be One with You címet, melyen Flea és a csapat egykori dobosa, Jack Irons is közreműködött. 2020. február 8-án Frusciante 13 év után először lépett fel a csapattal a Tony Hawk Alapítvány által Andrew Burkle filmproducernek, Ronald Burkle milliárdos fiának tartott megemlékezésen. Három fesztiválra terveztek előadásokat ez év májusában, de a COVID-19 világjárvány miatt törölték őket. Augusztusban 64 évesen meghalt a Chili Peppers egykori gitárosa, Jack Sherman. 
2021. április 24-én a banda bejelentette, hogy elhagyta a Q Prime-t, az előző 20 évre szóló menedzsment cégüket, és régi barátjuk, Guy Oseary, a Maverick Records alapítója irányítja őket. Május 3-án arról számoltak be, hogy a zenekar 140–150 millió dollárért eladja katalógusát a Hipgnosis Songs Fundnak. Március 31-én a csapat csillagot kapott a hollywoodi Hírességek sétányán. 
2022. április 1-jén jelent meg a 12. Red Hot Chili Peppers album, az Unlimited Love, amelynek producere a Rubin. Tíz országban debütált az első helyen, és ez lett az első amerikai albumuk a Stadium Arcadium óta. A " Black Summer "  és a " These Are the Ways" című kislemezekkel népszerűsítették. Az NME azt írta, hogy az Unlimited Love megosztotta Frusciante korábbi munkáinak "melankolikus riffkészítését, himnikus kórusait és halkan énekelt dallamait" a Chili Peppersszel, de új "szutykos" és akusztikus elemeket vezetett be. 
A megjelenés napján a Sirius XM műsorszolgáltató elindított egy dedikált Red Hot Chili Peppers csatornát, a Whole Lotta Red Hotot, amely zenei videókat, élő fellépéseket és olyan fellépéseket tartalmaz, amelyek hatással voltak a Chili Peppersre. Június 4-én a Red Hot Chili Peppers megkezdte Unlimited Love turnéját. A 13. Chili Peppers album, a Return of the Dream Canteen, amelyet az Unlimited Love-val azonos szekciók során rögzítettek, október 14-én jelent meg. Az első kislemez, a " Tippa My Tongue ", augusztusban jelent meg, ezt követte a "The Drummer" októberben. A zenekar egykori dobosa, DH Peligro 63 éves korában, október 28-án meghalt.

### 2024–jelen: Közelgő tizennegyedik stúdióalbum
2024 áprilisában Smith azt mondta, hogy a csapat szünetet tart 2024-es turnéjuk után, és 2025-ben kezd el dolgozni a következő albumán. A 2024-es párizsi olimpia augusztus 11-i záróceremóniáján a zenekar a "Can't Stop on" című előadást adta elő a kaliforniai Long Beachen, Los Angeles képviseletében, ahol a 2028-as nyári olimpiát rendezik. 
2025. január 30-án a Red Hot Chili Peppers eljátszotta idei első fellépését a FireAid jótékonysági koncerten, amelyre a Kia Forumban került sor.
2025. május 16-án a Deadline arról számolt be, hogy a zenekar formálódó éveiről szóló dokumentumfilmet titokban vetítik a cannes-i filmfesztiválon, és kiválasztott vevőket keresnek rá New Yorkban és Los Angelesben. A film fesztiválpremierjét 2025 őszére vagy 2026 elejére tervezik. A Hillel Slovak testvérével, James-szel közösen készített dokumentumfilm Anthony Kiedis, Flea és Hillel Slovak közötti mély gyermekkori kötelékre fog összpontosítani, és különféle interjúkat tartalmaz jelenlegi és korábbi zenekari tagokkal.

## Díjak, Elismeréseik
A zenekar 2012. április 14-én bekerült a Rock and Roll Hall of Fame legendái közé a színész-komikus Chris Rock által, aki régi barátja és rajongója a zenekarnak. A beiktatott felállás Kiedist, Flea-t, Smitht, Klinghoffert, Frusciantet, Slovakot, Ironst és Martinezt tartalmazta. Annak ellenére, hogy Dave Navarro és Jack Sherman rögzített egy albumot az együttessel, ismeretlen okok miatt ők nem kerültek be. A 32 éves Klinghoffer a legfiatalabb előadó, aki valaha bekerült a hírességek csarnokába, megelőzve ezzel Stevie Wondert is, aki 38 évesen került be a Rock and Roll Hall of Fame-be. Frusciante nem ment el az ünnepségre. Smith azt mondta, hogy "Megkértük őt, de azt mondta: 'Nem érzem kényelmesnek ezt a szituációt, de sok szerencsét, és kösz, hogy meghívtatok' Ő olyan fickó szerintem, aki ha valamit befejezett, csak a jövőjére koncentrál. A Chili Peppers nincs igazán most a radarján." Három dalt adtak elő az ünnepségen: a "By the Way"-t, a "Give it Away"-t és a "Higher Ground"-ot, amiben Irons és Martinez is dobolt. Ez volt az első alkalom 24 év után, hogy Kiedis és Flea újra együtt játszott Ironsszal, és 26 éve az első alkalom, hogy Martinezzel zenélt. A Higher ground előadásához csatlakozott az együtteshez George Clinton, Slash, Billie Joe Armstrong, Tré Cool, Ronnie Wood és Kenney Jones is. Április 15-én a Hall of Fame-be való beiktatásuk után a zenekar ingyenes koncertet adott Clevelandben, Ohio államban, hogy támogassák az elnök, Barack Obama újraválasztását. A koncertre való bejutás feltétele az volt, hogy Obamára szavaznak 2012-ben. A zenekar a hírességek csarnokába való beválasztása után 2012. május 1-jén kiadott az iTunes Store-on egy csak letölthető verzióban elérhető EP-t, aminek a Rock & Roll Hall of Fame Covers EP címet adták. Az EP-n hat feldolgozás szerepel a Hall of Fame-be beiktatott előadók dalai közül; ezek az előadók a The Ramones, a The Stooges, Neil Young, David Bowie, The Beach Boys, és a Dion and the Belmonts voltak. A zenekar három albuma felkerült a Rolling Stone magazin Minden idők 500 legjobb albuma listájára. A Blood Sugar Sex Magik a 310., a Californication a 399., és a By the Way a 304. helyre került.

## Stílusuk

### A technikájuk
A Red Hot Chili Peppers stílusát a funk-rock, az alternatív rock, a hard rock és a punk elegye alkotja. A zenekarra olyan előadók voltak hatással, mint a Defunkt, a Parliament-Funkadelic, Jimi Hendrix, James Brown, a Gang of Four, Bob Marley, a Big Boys, a Sly and the Family Stone, az Ohio Players, a Queen, Stevie Wonder, Elvis Presley, The Beach Boys, a Black Flag, Ornette Coleman, a Led Zeppelin, a Bad Brains, a Fugazi, a Fishbone, Marvin Gaye, Billie Holiday, Santana, Elvis Costello, The Stooges, The Clash, a Siouxsie and the Banshees, a Devo, és Miles Davis.
Anthony Kiedis énektechnikájában sokféle stílus ötvöződik. A Blood Sugar Sex Magikig főleg beszédszerű versszakok és a rappelés alkotta előadásmódját. Ezek hagyományos énektechnikával való kiegészítése hozzájárult ahhoz, hogy a zenekar konzisztens stílust hozzon létre. A zenekar érésével az 1999-es Californicationtől kezdve csökkent a rapalapú dalok száma. A By the Way már csak két rapalapú dalt tartalmazott, de azokban is már váltakoztak a dallamos és rappelt versszakok.
Eredeti gitárosuk, Hillel Slovak stílusa főleg blueson és funkon alapult. Slovakra olyan hard rock előadók voltak hatással, mint Jimi Hendrix, a KISS és a Led Zeppelin; előadási technikájára erős improvizáció volt jellemző. Slovak erőszakos játékáról is ismert volt; gyakran olyan erővel gitározott, hogy az ujjai majdnem "szétmentek". Kiedis megfigyelése szerint gitárjátéka fejlődött az idő alatt, hogy az együttesből kilépve csak a What Is This?-ben zenélt; az eredeti hard rock technikák mellett folyékonyabb, "fülledtebb" elemeket is beépített stílusába. Az 1987-es The Uplift Mofo Party Planen olyan a hagyományos funkzenétől eltérő műfajokból is merítkezett, mint a reggae és a speed metal. Gitártémái gyakran az alapját képezték az együttes dalainak; sokszor a többi tag az ő riffjeire írta meg a részét. A "Behind the Sun" című dal dallamos gitártémája arra ösztönözte az együttest, hogy dallamosabb zenéket hozzon létre. Slovak szájgitárt is használt például a "Green Heaven" és a "Funky Crime" című dalokban, hogy pszichedelikus hatásokat hozzon létre.
John Frusciante stílusa is sokat változott karrierje során. Gitárjátékában a virtuozitás helyett a dallamok és az érzelmek töltik be a fő szerepet. Bár érezhetőek virtuóz hatások is játékán, igyekszik őket minimalizálni. Frusciante sokkal kidolgozottabb és dallamosabb hangzást vitt az együttes 1999-es Californication, a 2002-es By the Way és a 2006-os Stadium Arcadium című albumaiba. Ez ellentétben áll mind a Mother's Milken hallható nyers hangzással, mind a Blood Sugar Sex Magik száraz, funkys gitárjátékával. A Californication és a By the Way hangzásába Frusciante belevitte a Fugazira, The Cure-ra, és a The Durutti Column gitárosára, Vini Reillyre jellemző módszert, az akkordsémák által kreált hangszínbeli kidolgozottságot. Eredetileg úgy tervezte, hogy a By the Wayt nyers punkdalok fogják alkotni, ezekhez inspirációt olyan korai punkzenekaroktól szerzett, mint a The Germs és a The Damned. Ezt azonban a producerük, Rick Rubin nem támogatta, így ehelyett a Californicationön ismert dallamorientált stílusra építették a lemezt. A Stadium Arcadium felvételein érezhető, hogy eltávolodott a new wave zenekaroktól, és inkább Hendrix és Van Halen hatása hallható a dalokon.
Dave Navarro gitáros a zenekar hangzásába olyan műfajokat hozott, mint a heavy metal, a progresszív rock és a pszichedelikus rock.
A jelenlegi gitáros, Josh Klinghoffer stílusát a hagyományostól eltérő gitáreffektek széles körű használata és az énekközpontúság jellemzi. Első közös albumán a Red Hot Chili Peppersszel, a 2011-es I'm With Youn egy kidolgozott, érzelmes hangzás létrehozására törekedett, amivel mind az éneket, mind a dalok atmoszféráját erősíti. Elárulta, hogy a jazz és a funk nagy rajongója, ami érződik is a lemez dalain.
Flea basszusjátékát a funk, a pszichedelikus rock, a punk és a hard rock elemei alkotják. Nehéz, de dallamos gitárjátéka (akár pengeti, akár a slap technikát alkalmazza a húrok megszólaltatásában) a zenekar szerves részét képezik. Míg Flea stílusát a Blood Sugar Sex Magikig a slap technika határozta meg, az azutáni lemezeken dallamosabb, funkalapú basszustémák hallhatók. Az újabb dalokon kéthúros pengetési technikát is alkalmaz. Flea stílusa érezhetően változott az évek folyamán. Amikor a Fear zenekar tagja volt, még hagyományos punk rock témákat játszott, de a Red Hot Chili Peppers megalapítása után ez változott. Elkezdte a slap technikát alkalmazni főleg Bootsy Collins hatására. A Blood Sugar Sex Magiken egy meglehetősen nagy ugrás érezhető a technikájában; sokkal inkább hagyományos, dallamos gitármeneteket írt a lemezre. A hangszeren való játszásról alkotott elvei is változtak: "Megpróbáltam egyszerűen játszani a Blood Sugar Sex Magiken, mivel túl nagy jelentőséget tulajdonítottam a bonyolultságnak. Arra gondoltam, hogy lazítanom kéne, és fele annyi hangot játszani. Amikor kevesebbet játszol, több tér van mindenre. Ha túl zsúfoltan játszol valamit, akkor az kiemelkedik, ahelyett hogy egy biztos alapot szolgáltatna, amire a basszus hivatott."
Chad Smith a funk, rock, metal és jazz elemeit használja ütemeihez. Buddy Richtől John Bonhamig rengeteg dobos hatással volt rá. Újfajta hangzást vitt a Mother's Milkbe, amin gyorsan és feszesen játszott. Szellemhangjairól, az ütemeiről, és gyors jobb lábáról híres. A MusicRadar magazin a 6. helyre juttatta a "Minden Idők 50 Legjobb Dobosa" listán; amin az első öt helyet Mike Portnoy, Neil Peart, Keith Moon, Rich és Bonham töltötötte be.

### Szöveg- és dalírás
Az évek folyamán Kiedis dalszövegei rengeteg témát lefedtek, és folyamatosan változtak, ahogy az idő haladt. A zenekar korai éveiben Kiedis főképp komikus dalokat írt, amik tele voltak szexuális utalásokkal, illetve olyan szövegeket is alkotott, amiket a barátság és a zenekar személyes élményei inspiráltak. Hillel Slovak halála után azonban Kiedis dalszövegei sokkal személyesebbek és befelé fordulóbbak lettek, ezt szemlélteti a "Knock Me Down" című dal is, amit Slovaknak ajánlott. A "One Hot Minute" rögzítése idején Kiedis újra a drogokhoz nyúlt, ami miatt sötétebb szövegeket írt. Elkezdett a gyötrődésről és az önpusztító gondolatokról írni, amiket átélt a heroin és kokain fogyasztása során.
Frusciante felépülését látva Kiedis sok dalt írt a Californicationra az újjászületésről, és az élet értelméről. Az élettől kapott leckéket is dalszöveggé formálta, többek között azt az esetet, amikor találkozott egy fiatal anyával az YMCA-n, aki crackfüggőséggel küzdött, miközben egy csecsemőt nevelt.
A 2002-es By the Wayen Kiedist főleg a szerelem, a barátnője, és azok az érzelmek inspirálták, amiket szerelembe esésnél érez az ember. A drogok is szerves részét képezték a lemez szövegeinek, mivel 2000 decembere óta tiszta volt Kiedis. A "This Is the Place" és a "Don't Forget Me" a narkotikumokkal kapcsolatos ellenszenvét fejezik ki, és azok fizikai és érzelmi hatásait boncolgatja. A Stadium Arcadiumon újra a szerelem és románc témakörét boncolgatta Kiedis, saját állítása szerint "a szerelem és a nők, a terhességek és házasságok, a párkapcsolati küzdelmek – ezek az igazi és elsődleges inspirálói a lemeznek. És az a jó, hogy nem csak a saját szerelmemről írtam. Mindenki szerelmes volt az együttesben. A szerelembe esésből merítettük az energiánkat."
Kiedis az alábbi témákról írt: szerelem és barátság, tinédzserkori düh, agresszió, szexuális utalások (beleértve a szex és a zene kapcsolatát is), politikai és társadalmi kommentár az indiánokról, románc, magány, globalizáció, a hírnév árnyoldalai, Hollywood, szegénység, drogok, alkohol, a halállal való szembesülés és Kalifornia.

## Az együttes tagjai
- Anthony Kiedis – ének (1983–)
- Flea – basszusgitár, zongora, trombita, háttérének (1983–)
- Chad Smith – dob, ütőhangszerek (1988–)
- John Frusciante – gitár, háttérének (1988–1992, 1998–2008, 2019–)

## Diszkográfia
- 1984 – Red Hot Chili Peppers (EMI)
- 1985 – Freaky Styley (EMI)
- 1987 – The Uplift Mofo Party Plan (EMI)
- 1989 – Mother’s Milk (EMI)
- 1991 – Blood Sugar Sex Magik (Warner Brothers)
- 1995 – One Hot Minute (Warner Brothers)
- 1999 – Californication (Warner Brothers)
- 2002 – By the Way (WEA)
- 2006 – Stadium Arcadium (WEA)
- 2011 – I’m with You
- 2016 – The Getaway
- 2022 – Unlimited Love
- 2022 – Return of the Dream Canteen

## Könyvek magyarul
- Dave Thompsonː By the way. Red Hot Chili Peppers; ford. Pritz Péter; Cartaphilus, Budapest, 2005
- Brendan Mullenː A Red Hot Chili Peppers története. Saját szavaikkal; ford. Pritz Péter; Cartaphilus, Budapest, 2011
- Anthony Kiedis–Larry Slomanː Scar tissue. Csili a sebre. A Red Hot Chili Peppers frontemberének önéletrajza; ford. Dudich Ákos, László István; 2. jav. kiad.; Konkrét Könyvek, Budapest, 2022
- Flea: LSD gyerekeknek. A Red Hot Chili Peppers basszusgitárosának önéletrajza; ford. Pritz Péter; 2. bőv. kiad.; Helikon, Bp., 2023

## Fordítás
- Ez a szócikk részben vagy egészben  a   Red Hot Chili Peppers című angol Wikipédia-szócikk ezen változatának fordításán alapul.  Az eredeti cikk szerkesztőit annak laptörténete sorolja fel. Ez a jelzés csupán a megfogalmazás eredetét és a szerzői jogokat jelzi, nem szolgál a cikkben szereplő információk forrásmegjelöléseként.

## Külső hivatkozások

### Hivatalos oldalak
- Hivatalos weboldal
- Hivatalos myspace oldal
- Az együttes Facebook oldala
- A Red Hot Chili Peppers összes videóklipje

### Magyar oldalak
- www.funkyforum.hu – Nem hivatalos magyar oldal
- Red Hot Chilli Peppers.lap.hu – linkgyűjtemény